# Statuengruppe der Pepi und des Raschepses
Die Statuengruppe der Pepi und des Raschepses aus der 5. Dynastie um 2300 v. Chr. gehört zum Inventar der ägyptischen Sammlung des Roemer- und Pelizaeus-Museum Hildesheim (Inventarnummer 17). Sie ist aus Kalkstein gearbeitet und weist geringe Bemalungsreste auf. Die Familie galt im alten Ägypten als wichtigster Bestandteil des gesellschaftlichen Gefüges und spiegelt sich deshalb auch in den Bildern und Texten zahlreicher Grabausstattungen wider. In dieser Familiengruppe steht die Figur der Pepi als größte und dominierende in der Mitte und ist somit die Hauptfigur.

## Fundort und Erhaltungszustand
Die Statuengruppe wurde während der Grabungen von Georg Möller und Georg Steindorff im Jahr 1905 auf dem Westfriedhof in Gizeh in der Ziegel-Mastaba D 23 im Grabschacht 5 gefunden und fand im Rahmen einer Fundteilung ihren Platz in der Pelizaeus Sammlung Hildesheim. Die Ausgräber nahmen an, dass die Statuengruppe ihren ursprünglichen Standort im Serdab der Mastaba hatte. Allerdings ist nicht belegt, ob die Statuengruppe überhaupt zur Mastaba 23 gehört. Die kalksteinerne Statuengruppe der Pepi und der beiden männlichen Figuren mit gleichem Namen Raschepses (auch: Ra-schepses) ist aus einem Steinblock gearbeitet. Die gemeinsame Basis- und Rückenplatte ist nur zwischen den Beinen sichtbar. Die Statuengruppe repräsentiert die aus dem königlichen in den privaten Bereich übernommene Darstellungsweise im Alten Reich. Ihre Rückseite weist starke Beschädigungen auf, die vor allem die Hinterköpfe und die Rückenplatte betreffen. Ferner ist der rechte Ellenbogen der Frau weggebrochen ebenso wie der linke Unterarm des Mannes. Reste seiner Hand sind jedoch noch erkennbar. Auch der linke Fuß des Mannes ist angestoßen.
Die Steinoberfläche ist teilweise durch den hohen Salzgehalt zerfressen (Steinfraß), besonders am Körper des Mannes und des Kindes. Der Kalkstein enthält Einschlüsse von Eisenoxyd, die sich wenn auch geringfügig in gelblich-braunen Flecken und Bändern zeigen. An den Beinen der Pepi sind Spuren von gelber Farbe nachgewiesen sowie Reste von rötlich- brauner Farbe an den Beinen der männlichen Figuren.

## Darstellung
Die Statuengruppe ist 44 cm hoch, 27 cm breit und 16 cm tief.
Die Darstellung derartiger Familiengruppen diente der Verewigung und Erneuerung des familiären Lebens. Solche Figurengruppen aus dem Alten Reich weisen in der Regel durch unterschiedliche Größenverhältnisse eine festgelegte Rollenverteilung aus. Der Mann wird zumeist größer als Frau und Kinder dargestellt. Seltener sind die Figuren gleich groß dargestellt. Bei dieser Statuengruppe wird gänzlich davon abgewichen, denn hier ist die Frau Pepi größer dargestellt als die erwachsene männliche Person. Die besondere Bedeutung der Frau wird darüber hinaus durch ihre Schrittstellung unterstrichen. Sind bei Statuengruppen in der ägyptischen Kunst Frauen ausnahmsweise mit leichter Schrittstellung dargestellt, kennzeichnet sie dies als ranghohe Person.
Die Namen und Titel der abgebildeten Personen sind auf der Sockelvorderseite wiedergegeben. Der Knabe Ra-schepses wird als Reinigungspriester des Königs bezeichnet, die Mutter Pepi als Beauftragte für die Angelegenheiten des Königs, die männliche Person an der linken Seite der Pepi wird ebenfalls als Ra-schepses bezeichnet, Ehemann oder ebenfalls Sohn. Ungewöhnlich ist, dass der Knabe als Reinigungspriester benannt ist. Es könnte sich um eine Verwechslung der beiden männlichen Personen handeln. Es sind jedoch auch Fälle belegt, wo ein als Kind Dargestellter den Titel Reinigungspriester trägt.
Pepi umfasst mit ihrem linken Arm die linke Schulter der männlichen Person. Mit ihrer rechten greift sie an seinen rechten Oberarm. Sie trägt eine schulterlange in der Mitte gescheitelte Strähnchenperücke, die an der Stirn noch ihr Eigenhaar erkennen lässt. Ansonsten trägt sie nur ein bis zur Wade reichendes Kleid. Der Körperbau der Pepi ist kräftig, ihre Beine und Füße sind kompakt. Ihr Gesicht ist rundlich, Augen, Augenlider, Nase und Brauen sind sehr ebenmäßig dargestellt. Links neben ihr steht ebenfalls in Schrittstellung ihr Mann oder ihr erwachsener Sohn Ra-schepses, der etwas kleiner dargestellt ist als sie. Er trägt die kurze Löckchenperücke und hält seine Arme gerade am Körper herab. In seinen Fäusten befindet sich der übliche Steinkern. Er trägt einen Schurz mit Gürtel, der aufgrund des schlechten Erhaltungszustandes des Steines keine weiteren Details mehr erkennen lässt. Am Oberkörper, den Armen und Beinen sind die Muskelpartien gut erkennbar herausmodelliert. Sein Gesicht ist ebenfalls rundlich und sehr gut erhalten. Seine beiden Augen stehen auf einer geraden Lidachse und die Augenbrauen sind wie bei Pepi durch eine Relieflinie eingefasst. In diesem Gesicht spiegelt sich die enorme künstlerische Qualität der Statue aus dem Alten Reich wider. Rechts neben Pepi steht, ihr bis zur Brust reichend, ein nackter Knabe mit Jugendlocke. Auch er steht in Schrittstellung mit dem linken Bein vorgesetzt. Seinen rechten Arm führt er am Körper herab. Mit seinem linken Arm greift er um die Hüfte seiner Mutter. Auch sein Gesicht ist rundlich, jedoch sind die Gesichtszüge durch die Zerstörung des Steins kaum erkennbar. Die Muskulatur des Jungen ist kindgerecht wiedergegeben.